# Xu Dongxiang
Xu Dongxiang (chinesisch 徐 東香; * 15. Januar 1983 in Shaoxing) ist eine ehemalige chinesische Leichtgewichts-Ruderin, die 2006 Weltmeisterin und 2012 Olympiadritte im Leichtgewichts-Doppelzweier war.

## Sportliche Karriere
Xu Dongxiang begann 1998 mit dem Rudersport. Bei den Junioren-Weltmeisterschaften 1999 erreichte sie den elften Platz im Einer. 2002 trat sie beim Weltcup in Luzern im Leichtgewichts-Doppelzweier an und belegte den 14. Platz. 2003 erreichte sie mit Song Xiujuan in Mailand den vierten Platz und damit erstmals ein A-Finale im Weltcup. Bei den Olympischen Spielen 2004 ruderte sie mit Li Qian auf den fünften Platz. 2005 belegte sie zusammen mit Chen Aina den zweiten Platz beim Weltcup in Eton. Ein Jahr später startete Xu Dongxiang beim Weltcup in München in zwei Bootsklassen: Sie belegte den dritten Platz im Leichtgewichts-Einer und siegte zusammen mit Yu Hua im Leichtgewichts-Doppelzweier. Beim Weltcup in Posen 2006 siegte sie mit Yan Shimin. Xu Dongxiang und Yan Shimin gewannen auch den Titel bei den Weltmeisterschaften 2006 in Eton. Ein Jahr später belegten Xu Dongxiang und Chen Haixia den sechsten Platz bei den Weltmeisterschaften 2007 in München. 2008 gewannen Xu Dongxiang und Yu Hua beim Weltcup in Luzern. Bei den Olympischen Spielen 2008 in Peking belegten Xu und Yu vor heimischem Publikum den fünften Platz. 2009 trat Xu Dongxiang mit Yan Shimin beim Weltcup in München an und belegte den fünften Platz.
Erst 2012 startete Xu wieder im Weltcup, in Belgrad belegte sie mit Huang Wenyi den dritten Platz, in Luzern siegten die beiden. Bei den Olympischen Spielen 2012 erreichten die beiden mit Siegen in Vorlauf und Halbfinale den Endlauf, dort siegten die Britinnen Sophie Hosking und Katherine Copeland, über zweieinhalb Sekunden dahinter sicherten sich die beiden Chinesinnen die Silbermedaille vor dem griechischen Zweier. Bei ihrem letzten Weltcup-Start 2013 in Eton belegte Xu zusammen mit Pan Feihong den dritten Platz im Doppelzweier ohne Gewichtsbeschränkung.